# جون ر. كروفت
جون ر. كروفت (بالإنجليزية: John R. Croft)‏ عميد متقاعد في الحرس الوطني الجوي للولايات المتحدة ورئيس الأركان السابق لحرس ويسكونسن الجوي الوطني.
شملت مهام كروفت التحليق في حرب الخليج الثانية وحرب كوسوفو.